# Земна змия на Дръмънд-Хей
Земните змии на Дръмънд-Хей (Rhinophis drummondhayi) са вид влечуги от семейство Щитоопашни змии (Uropeltidae).
Разпространени са в ограничен район в планините на южна Шри Ланка.
Таксонът е описан за пръв път от британския зоолог Франк Уол през 1921 година.